# Paricutín
El Paricutín (en idioma Purépetxa Parhíkutini 'lloc a l'altre costat') és un volcà situat a l'estat de Michoacán, Mèxic entre l'ex poblat de San Juan Parangaricutiro (actualment Nuevo San Juan Parangaricutiro) i el poblat d'Angahuan. És el volcà més jove del continent americà.
Aquest volcà va néixer el 20 de febrer de 1943 i va canviar la vida als habitants de l'altiplà Purépecha El Paricutín és considerat una de les meravelles naturals del món.

## Història

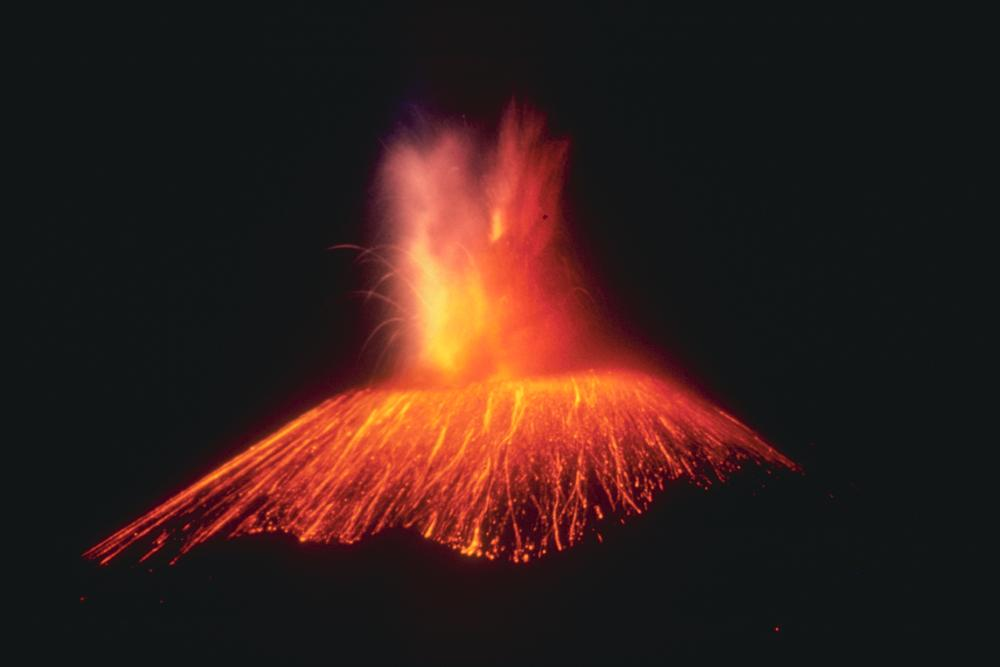
Erupció nocturna de l'any 1943.

El 20 de febrer de 1943, Dionisio Pulido, un pagès, es trobava treballant la terra en les rodalies del poble Parangaricutiro, quan de sobte la terra va començar a tremolar, es va obrir i va començar a emanar un vapor molt espès, a sonar molt fort i a volar pedres. Molt espantat, el senyor Pulido va avisar el poble.
La durada de l'activitat d'aquest volcà va ser de 9 anys, 11 dies i 10 hores. La lava va recórrer uns 10 quilòmetres. No hi va haver víctimes humanes, atès que hi va haver prou temps per desallotjar tota la població. El volcà només va sepultar dos poblats: Paricutín i Sant Joan Parangaricutiro (Parhikutini i Parangarikutirhu en Purépetxa). El primer va quedar totalment esborrat del mapa. Molt a prop seu es troba ara el cràter del volcà. Del segon poble només és visible part de l'església, sepultada per la lava, igual que la resta del poble, excepte per la torre esquerra del davant (la torre dreta aparentment va caure però la veritat és que estava en construcció al moment de començar el fenomen) així com l'absis, juntament amb l'altar.

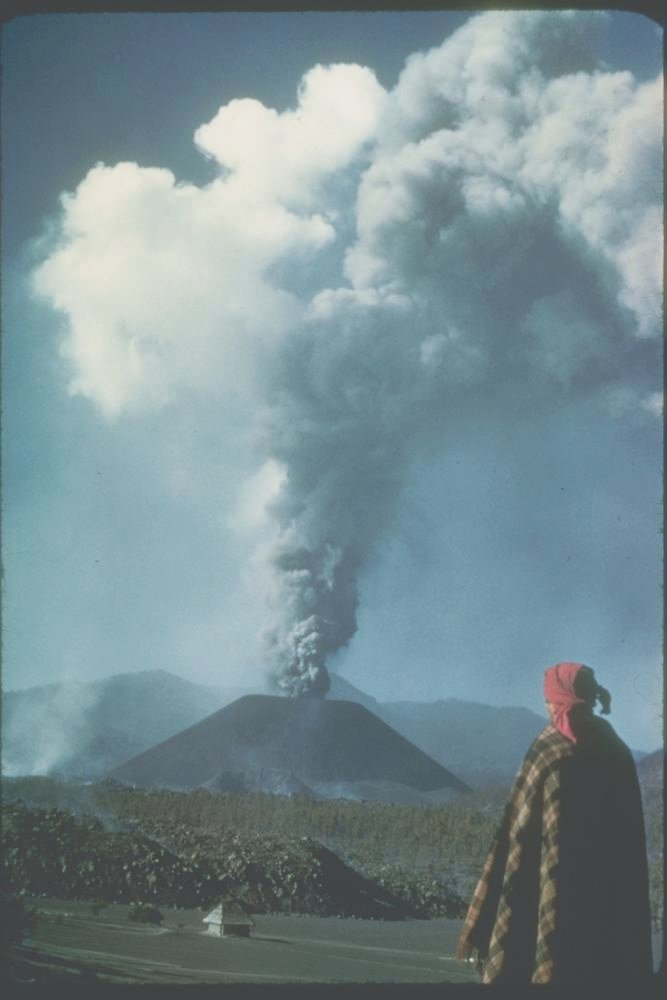
El Paricutín en temps d'activitat.

### El període Quitzocho
L'activitat es va concentrar al voltant de les esquerdes que es van formar a la Vall de Cuiyusuru. El més rellevant d'aquest període va ser la construcció d'un con prematur seguit de recurrents fluxos de lava i l'erupció intermitent de bombes i lapil·li.
En aquesta etapa el con va aconseguir arribar a 200 i 365 metres d'altura en quatre i vuit mesos respectivament.
Es va desallotjar la població del poble de Paricutín al juny de 1943, i la de Santa Anna Zirosto va ser reubicada pocs mesos després.
El 10 de maig de 1944 es va abandonar San Juan Parangaricutiro i els seus habitants van emprendre una caminada de 33 quilòmetres, portant amb si una imatge del Senyor dels Miracles. El 23 de maig de 1944 van arribar a l'exhisenda de los Conejos, a 8 quilòmetres d'Uruapan, on van determinar establir el nou poblat de Nou Sant Joan Parangaricutiro, constituït en municipi el 1950.

### El període Sapichu

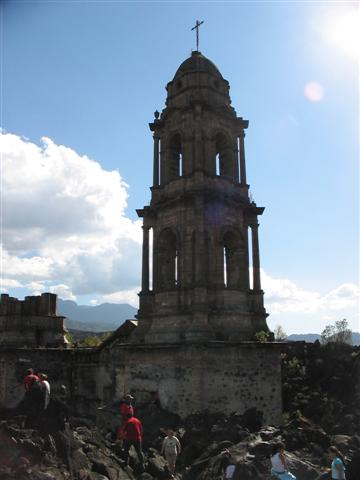
Poble Vell de Sant Juan Parangaricutiro en l'actualitat.

Malgrat la seva curta durada, en aquest període es va dur a terme la principal activitat de vessaments de lava del volcà emplaçada cap al nord. El seu emplaçament es va produir per la formació d'una sèrie d'esquerdes i conductes secundaris, dels quals el més important va ser sens dubte el Sapichu ('nen' o 'jove' en llengua purhépecha).

### El període Taquí Ahuan
Es refereix a l'activitat relacionada amb una sèrie d'esquerdes formades al sud i a l'est del con principal, conegudes pels geòlegs de l'època com Taquí i Ahuan.
Aquest període es distingeix, a més, per registrar una reactivació del con principal, que va causar els principals vessaments de lava, que van aconseguir la màxima distància a l'oest i al nord-oest del con principal.
Fins al final va mantenir una activitat de tipus paroxismal i ressalten la formació de la taula Els Hornitos (al sud del con) i els fluxos de San Juan formats entre abril i agost de 1944. De fet, aquest últim flux va causar l'evacuació i la successiva destrucció del poblat de San Juan Parangaricutiro (1,895 habitants).